# مارتون استرهازی
مارتون استرهازی (مجاری: Esterházy Márton؛ زادهٔ ۹ آوریل ۱۹۵۶) بازیکن فوتبال اهل مجارستان بود.
از باشگاه‌هایی که در آن بازی کرده‌است می‌توان به باشگاه فوتبال فرنتس‌واروش، باشگاه فوتبال پاناتینایکوس، باشگاه فوتبال بوداپست هونود، و باشگاه فوتبال آ. ا. ک آتن اشاره کرد.
وی همچنین در تیم ملی فوتبال مجارستان بازی کرده‌است.